# Mizuno Seiichi (Archäologe)
Mizuno Seiichi (japanisch 水野 清一; geboren 24. März 1905 in Kōbe (Präfektur Hyōgo); gestorben 25. Mai 1971 in Kyōto) war ein japanischer Archäologe.

## Leben und Werk
Mizuno Seiichi machte seinen Studienabschluss an der Universität Kyōto. Er war dort Professor von 1949 bis 1968 und wurde dann als „Meiyo Kyōju“ verabschiedet.
Mizuno befasste sich in seinen Forschungen vor allem mit der Archäologie Ostasiens. Zusammen mit Hamada Kōsaku beschrieb er 1935 während der japanischen Besetzung Nordchinas erstmals die neolithische Hongshan-Kultur näher. Er führte Ausgrabungen auf den Inseln Tsushima und Iki zwischen Korea und Nordwest-Kyūshū durch, um Zusammenhänge mit der alten japanischen Kultur und der vom asiatischen Festland näher zu bestimmen. Er wurde 1950 mit dem Asahi-Preis ausgezeichnet.
Mizuno war auch ein wichtiger Forscher, was die Untersuchungen von Ausgrabungen in Iran, Afghanistan und Pakistan anbetrifft.

## Publikationen (Auswahl)
- „Nai-Mōko – Chōjō chitai“ (内蒙古・長城地帯) – „Innere Mongolei – die Zone der Chinesischen Mauer“ (1935) – zusammen mit Egami Namio
- „Ryūmon-sekkutsu no kenkyū“ (竜門石窟の研究) „Forschung zu den Longmen-Grotten“ (1941) – zusammen mit Nagahiro Toshio (長広 敏雄)
- „Unkō sekkutsu“ (雲崗石窟) – „Die Yungang-Grotten“ (16 Bände von 1951 bis 1956)
- „In/Shū seidōki to tama“ (殷周青銅器と玉) – „Bronzegeräte und Edelsteine der Yin- und Zou-Zeit“ (1959)
- „Chūgoku no Bukkyō bijutsu“ (中国の仏教美術) – „Kunst des Buddhismus in China“ (1968)